# Siamese Dream
Siamese Dream är det andra studioalbumet av den amerikanska rockgruppen The Smashing Pumpkins, utgivet den 27 juli 1993 på Virgin Records. Liksom föregångaren Gish producerades även detta album av gruppens frontfigur Billy Corgan och Butch Vig. Albumet binder samman flera musikgenrer såsom shoegazing, drömpop, noisepop, klassisk rock, heavy metal och progressiv rock. Singlarna var "Cherub Rock", "Today", "Disarm" och "Rocket".
När tidningen Rolling Stone 2003 publicerade listan The 500 Greatest Albums of All Time rankades Siamese Dream på plats 362.
Albumet är släppt på cd, kassettband och 2-lp.

## Bakgrund och inspelning
I slutet av 1992 flyttade bandet till Marietta, Georgia för att påbörja arbetet med sitt andra album, återigen med Butch Vig som producent. Att man valde en inspelningsplats så pass långt ifrån deras hemstad berodde dels på att bandet ville undvika vänner och distraktioner men mest som ett desperat försök att bryta Chamberlins drogförbindelser. Inspelningsprocessen för Siamese Dream kantades av oenigheter inom bandet och liksom på albumet Gish bestämde Corgan och Vig att Corgan skulle spela merparten av alla gitarr- och basdelar på skivan, något som skapade dålig stämning. Den samtida musikpressen började avbilda Corgan som en tyrann. Under tiden hade Corgans depression djupnat till en nivå där han övervägde självmord, vilket han kompenserade genom att praktiskt taget bo i studion. Samtidigt hade Chamberlin lyckats hitta nya sätt att få tag på droger och var ofta frånvarande utan någon kontakt i flera dagar åt gången. Det tog sammanlagt över fyra månader att slutföra skivan, med en budget som översteg 250 000 amerikanska dollar.
Trots alla interna problem under inspelningarna debuterade Siamese Dream som 10:a på Billboard 200-listan och sålde i över fyra miljoner exemplar bara i USA.

## Musik
På detta album började bandet använda instrumentet mellotron (som praktiskt taget introducerades av gruppen The Beatles, tidigt 70-tal) ganska flitigt och det sägs att Billy Corgan var mycket influerad av bandet Bostons sätt att lägga en massa gitarrer i låtarna, vilket resulterade i att låtar som Soma hade inte mindre än hela 40 spår av gitarrer. En annan viktig influens på detta album var det irländska shoegazebandet My Bloody Valentine, mer specifikt deras andra studioalbum Loveless, vars insvepta gitarrljud Corgan blev fascinerad av och ville återanvända i sin egen musik.

## Låtlista
Alla låtar är skrivna av Billy Corgan där inget annat anges.
1. "Cherub Rock" – 4:58
2. "Quiet"  – 3:41
3. "Today"  – 3:19
4. "Hummer"  – 6:57
5. "Rocket"  – 4:06
6. "Disarm"  – 3:17
7. "Soma" (Billy Corgan/James Iha) – 6:39
8. "Geek U.S.A."  – 5:13
9. "Mayonaise" (Billy Corgan/James Iha)  – 5:49
10. "Spaceboy"  – 4:28
11. "Silverfuck" – 8:43
12. "Sweet Sweet"  – 1:39
13. "Luna" – 3:20

Bonuslåt på japanska utgåvan
1. "Pissant" – 2:31

## Medverkande
The Smashing Pumpkins
- Billy Corgan – sång, gitarr, bas, mellotron på "Spaceboy", stråkarrangemang, produktion, ljudmix
- James Iha – gitarr, bakgrundssång
- D'arcy Wretzky – bas, bakgrundssång
- Jimmy Chamberlin – trummor

Övriga musiker
- Mike Mills – piano på "Soma"
- David Ragsdale – stråkarrangemang och fiol på "Disarm" och "Luna"
- Eric Remschneider – stråkarrangemang och cello på "Disarm" och "Luna"

Produktion
- Steve J. Gerdes – omslagsdesign/original
- Tim Holbrook – specialtekniker
- Melodie McDaniel – omslagsfotografi
- Alan Moulder – ljudmix
- Len Peltier – omslagsdesign
- Jeff Tomei – ljudtekniker
- Butch Vig – produktion, ljudtekniker, ljudmix, stråkarrangemang
- Howie Weinberg – mastering
- Bob Ludwig – mastering (2011 års remaster)[9]

## Listplaceringar och certifikat
| Lista (1993)                | Högsta position |
| --------------------------- | --------------- |
| Sverige (Sverigetopplistan) | 19              |
| Storbritannien (OCC)        | 4               |
| USA (Billboard 200)         | 10              |
| Lista (1994)                | Högsta position |
| Australien (ARIA)           | 7               |
| Kanada (RPM)                | 3               |
| Tyskland (Media Control)    | 64              |
| Nederländerna (MegaCharts)  | 22              |
| Nya Zeeland (RIANZ)         | 3               |
| Lista (2000)                | Högsta position |
| Norge (VG-lista)            | 25              |
| Lista (2002)                | Högsta position |
| Irland (IRMA)               | 50              |
| Lista (2011)                | Högsta position |
| USA (Billboard 200)         | 110             |

| Land                 | Certifikat | Sålda ex.  |
| -------------------- | ---------- | ---------- |
| Kanada (CRIA)        | 4× Platina | 200 000+   |
| Storbritannien (BPI) | Guld       | 100 000+   |
| USA (RIAA)           | 4× Platina | 4 000 000+ |

## Övrigt
- Låten Spaceboy är skriven till Billy Corgans handikappade bror Jesse.
- Den amerikanska utgåvan av cd-skivan finns i en censurerad så kallad "clean" version tillverkad för affärer som Wal-Mart där låtlistan är borttagen, antagligen på grund av den stötande titeln på sången Silverfuck.
- 1:a vinylpressen är i färgen "purple/maroon", 2:a i "orange" och tredje svart. Samtliga är 2-lp. Siamese Dream är endast släppt i Columbia som en enkel vinylskiva.